# Mansuphantes korgei
Mansuphantes korgei là một loài nhện trong họ Linyphiidae.
Loài này thuộc chi Mansuphantes. Mansuphantes korgei được Michael Ilmari Saaristo & Andrei V. Tanasevitch miêu tả năm 1996.